# Курінний Борис Пантелеймонович
Борис Пантелеймонович Курінний (нар. 24 червня 1938, Київ) — український історик, архівіст.

## Життєпис
Народився у Києві в сім'ї службовців. 1965 року закінчив історико-філософський факультет Київського державного університету ім. Т. Г. Шевченка. 1999 року закінчив Академію державного управління при Президентові України, а також проходив навчання в Інституті підвищення кваліфікації кадрів.
Після закінчення Київського університету 23 лютого 1965 року був зарахований науковим співробітником Київського міського державного архіву.
З 1966 року в.о. начальника відділу з науково-технічного упорядкування відомчих архівів.
З 1979 — заступник директора архіву.
З 1983 по 2002 — директор Державного архіву міста Києва.
Член редколегій видань «Звід пам'яток історії та культури України: Київ» (К., 1999) та «Подвиг на віки: Книга Пам’яті України: Місто-герой Київ» (К., 2000).

## Нагороди
- Медаль «В ознаменування 100-річчя з дня народження Володимира Ілліча Леніна» (1970);
- Медаль «У пам'ять 1500-річчя Києва» (1982);
- Подяка Київського міського голови (1998, 2001);
- Почесна грамота Державного комітету архівів України (2000).

## Вибрані праці
- Государственный архив г. Киева // Государственные архивы Украинской ССР: Справочник. — К., 1988. — С. 202—206 (у співавторстві);
- Государственный архив города Киева: Путеводитель. — К., 1989 (співавтор-упорядник);
- Перебудова комплектування та оптимізація складу документів Державного архіву м. Києва // АУ. – 1988. – № 5. – С. 24–26;
- Організація роботи читального залу Держархіву м. Києва // АУ. — 1989. — № 2. — С. 54–55;
- Архівні установи України: Довідник. — К.: НБУВ, 2000. — 259 с. (у співавторстві).